# Марджорі Вайт
Марджорі Енн Вайт (англ. Marjorie Anne White), до шлюбу Гатрі (англ. Guthrie; нар. 22 липня 1904, Вінніпег, Манітоба, Канада — пом. 21 серпня 1935, Голлівуд, Каліфорнія, США) — американська акторка, комедіантка, співачка і танцюристка.

## Біографія
Марджорі Енн Гатрі народилася 22 липня 1904 року у Вінніпезі (провінція Манітоба, Канада). Батьків звали Роберт та Нетті. Вона мала кілька братів і сестер.
Розпочала кар'єру в 1908 році, у віці 4 років, як співачка і танцюристка дитячої трупи «Winnipeg Kiddies», яка активно гастролювала Канадою та США. Також на початку кар'єри Марджорі виступала в дуеті «The White Sisters» зі своєю молодшою сестрою Тельмою Вайт.
1924, у 20 років, емігрувала з Канади до США, де оселилася в Нью-Йорку. У цей час почала грати у водевілі, а 10 серпня 1924 одружилася зі своїм колегою Едвіном Джеєм Тірні, за яким прожила 11 років до своєї смерті. Дітей не мала. У період 1926—1929 років Марджорі Вайт з'явилася у кількох бродвейських мюзиклах, після чого разом із чоловіком переїхала до Голлівуду.
У 1929 році увійшла в кіно й того року знялася у двох фільмах — «Щасливі дні» (Марджі) і «З посмішкою до світу» (Бія Ніколс). У 1934 році вона зіграла Мері у фільмі «Жононенависники», яка стала для неї останньою роботою в кіно. Усього на рахунку акторки 15 кіноролей.
20 серпня 1935 року Марджорі Вайт та ще кілька людей потрапили в автокатастрофу, і тільки вона з усіх пасажирів автомобіля зазнала серйозних травм. 31-річна акторка померла наступного дня в голлівудському госпіталі від внутрішньої кровотечі. Похована на цвинтарі Hollywood Forever.

## Фільмографія
| Рік  |    | Українська назва                           | Оригінальна назва             | Роль                 |
| ---- | -- | ------------------------------------------ | ----------------------------- | -------------------- |
| 1929 | ф  | Щасливі дні                                | Happy Days                    | Марджі               |
| 1929 | ф  | З посмішкою до світу                       | Sunny Side Up                 | Беа Ніколс           |
| 1930 | ф  | Її золоте теля                             | Her Golden Calf               | Еліс                 |
| 1930 | ф  | Нові безумства кінематографістів 1930 року | New Movietone Follies of 1930 | Вера Фонтейн         |
| 1930 | ф  | Тільки уявіть                              | Just Imagine                  | Д-6                  |
| 1930 | ф  | О, для чоловіка!                           | Oh, For a Man!                | Тотсі Франклін       |
| 1931 | ф  | Чарлі Чан продовжує                        | Charlie Chan Carries On       | Сейді                |
| 1931 | ф  | Жінки всіх націй                           | Women of All Nations          | Марджі, вона ж Пі Ві |
| 1931 | ф  | Чорний верблюд                             | The Black Camel               | Ріта Баллу           |
| 1931 | ф  | Широкий кругозір                           | Broadminded                   | Пенні Пекер          |
| 1931 | ф  | Одержима                                   | Possessed                     | Possessed            |
| 1933 | ф  | Дипломаніяки                               | Diplomaniacs                  | Долорес              |
| 1933 | ф  | Її тілоохоронець                           | Her Bodyguard                 | Літа                 |
| 1934 | кф | Жононенависники                            | Woman Haters                  | Мері                 |